# 総主教代行
総主教代行（そうしゅきょうだいこう、ロシア語: Патриарший местоблюститель, 英語: locum tenens）とは、正教会の主教が就く役職。病気・永眠などによって総主教が不在・職務遂行不能の際に、その任を代行する。
ただし、英語の"locum tenens"は正教会に限定された用語ではない。ラテン語に由来するこの語彙は、他に"locum doctor"などの用例があることにもみられるように、特定の役割を果たす者が不在の場合にその職務を代行する者に付与される職名として広く用いられる。
本項では"Патриарший местоблюститель"に総主教代行との訳語を採用しているが、総主教代理と訳される事もある。ただし、「総主教代理」は、エクザルフ（ギリシア語: ἔξαρχος, ロシア語: Экзарх, ブルガリア語・ウクライナ語: Екзарх, 英語: exarch）と呼ばれる、独自の教区を持つ主教を指す訳語としても使われる。